# ناتالیا ریس
ناتالیا ریس (به انگلیسی: Natalia Reyes) (زاده ۶ فوریه ۱۹۸۷) بازیگر سینما و تلویزیون اهل کلمبیا است.
از کارهای معروف او می‌توان به بازی در فیلم نابودگر: سرنوشت تاریک اشاره کرد.